# Die Unerbittlichen (1960)
Die Unerbittlichen (Originaltitel: Hell Bent for Leather) ist ein US-amerikanischer CinemaScope-Western von George Sherman aus dem Jahr 1960 mit Audie Murphy, Felicia Farr, Stephen McNally und Robert Middleton in den Hauptrollen. Der Film basiert auf dem Roman Outlaw Marshal von Ray Hogan aus dem Jahr 1959.

## Handlung
Clay Santell wird sein Pferd gestohlen und er hält in der Stadt Sutterville an. Von den Bürgern wird er mit einem Mörder namens Travers verwechselt und dem Marshall Harry Deckett übergeben. Deckett kennt die Wahrheit zwar, ist es aber satt den echten Travers zu jagen, und beschließt deshalb Clay zu töten und ihn als echten Travers auszugeben, womit er ebenfalls seinen Ruf verbessern und das Belohnungsgeld kassieren kann. Clay entkommt jedoch und nimmt die schöne Janet Gifford als Geisel. Sie glaubt an seine Geschichte und hilft ihm, seine Unschuld zu beweisen und den wahren Täter zu fangen.

## Produktion
Der Film war der erste von sieben Low-Budget-Western, die Audie Murphy für den Produzenten Gordon Kay bei Universal drehte. Sie wurden bei einem Budget von etwa 500.000 US-Dollar in 18 bis 20 Tagen gedreht und enthalten normalerweise nur drei Hauptrollen: den Helden (gespielt von Murphy), die weibliche Hauptfigur und den Bösewicht. Die anderen Filme dieser Art waren:
- 1960: Sieben Wege ins Verderben (Seven Ways from Sundown)
- 1961: Die gnadenlosen Vier (Posse from Hell)
- 1962: Sechs schwarze Pferde (Six Black Horses)
- 1963: Der eiserne Kragen (Showdown)
- 1964: Die letzte Kugel trifft (Bullet for a Badman)
- 1966: Der Colt ist das Gesetz (Gunpoint)

## Kritik
„Aus altbewährten Requisiten und thematischen Versatzstücken routiniert gezimmerter Western, weitgehend spannend durch die soliden Darsteller und die stimmungsvolle Farbfotografie.“